# Otto Baensch (Philosoph)
Otto Friedrich August Baensch (* 25. Juli 1878 in Berlin; † 17. September 1936 in München) war ein deutscher Philosoph und Hochschullehrer.

## Leben
Er war der Sohn des Bauingenieurs Otto Baensch (1825–1898) und dessen zweiter Ehefrau Hedwig geborene Wiebe. Otto Baensch wuchs in Berlin auf, wo er bis zum Abitur im Februar 1896 das Joachimsthalsche Gymnasium besuchte. Im Anschluss studierte er Philosophie in Freiburg im Breisgau, Berlin und Straßburg und promovierte 1901 zum Dr. phil. In Straßburg habilitierte er sich 1906 und wirkte – unterbrochen von seiner Militärzeit im Ersten Weltkrieg – an der dortigen Universität als Privatdozent. 1918 wurde er zum außerordentlichen Professor ernannt und Nachfolger von Georg Simmel. 1919 wurde er als Deutscher aus Frankreich ausgewiesen und ließ sich daraufhin in München als Privatgelehrter für Philosophie und Musikwissenschaften nieder. Bekannt wurde er vor allem als Spinozaforscher.
Otto Baensch trat zum 1. November 1931 in die NSDAP ein (Mitgliedsnummer 676.759). Er ging 1936 als Vertreter der Professur für Philosophie an die Universität Breslau und starb noch im gleichen Jahr in München.

## Werke
- Johann Heinrich Lamberts Philosophie und seine Stellung zu Kant, Tübingen und Leipzig 1902. (Nachdruck: Hildesheim 1978)
- Die Schilderung der Unterwelt in Platons Phaidon; in: Archiv für Geschichte der Philosophie, 16, 1903, 2.
- Übers. und mit Einleitung und Register versehen: Baruch de Spinoza: Ethik. 7., der neuen Übers. 2., verb. Aufl., Leipzig 1910. (Erstausgabe: Leipzig 1905; verschiedene Nachdrucke in der Philosophischen Bibliothek)
- Die Entwicklung des Seelenbegriffs bei Spinoza als Grundlage für das Verständnis seiner Lehre vom Parallelismus der Attribute; in: Archiv für Geschichte der Philosophie, 20, 1907, 3.
- Über historische Kausalität; in: Kant-Studien, 13, 1908, 1–3.
- Hrsg.: Friedrich Schelling: Gedichte, Jena 1917.
- Ewigkeit und Dauer bei Spinoza; in: Kant-Studien, 32, 1927, 1–3.
- Eine Erinnerung an Straßburg. 5 Lieder, Chemnitz und Leipzig o. J. [ca. 1930].
- Aufbau und Sinn des Chorfinales in Beethovens neunter Symphonie, Berlin und Leipzig 1930.
- Philosophie und Leben, Hamburg 1937.

## Familie
Otto Baensch heiratete am 12. Juni 1926 in Uerdingen Hedwig, die Tochter des promovierten Philosophen Friedrich Damerow.

## Nachlass
Der wissenschaftliche Nachlass von Otto Baensch wird in der Universitätsbibliothek München aufbewahrt.